# Sachs Harbour
Sachs Harbour er en lille by på den sydlige del af Banks Island i Northwest Territories i Canada, i den nordlige del af landet, 3.900 km nordvest for hovedstaden Ottawa. Sachs Harbour ligger 46 meter over havet og har 112 indbyggere.
Terrænet omkring Sachs Harbour er ret fladt, det højeste punkt i nærheden er Sachs Harbour Flyveplads, ca 1 km nord for byen, som er 85 meter over havet.
- Byen ligger på sydkysten af Banks Island
- Sachs Harbours befolkning falder, og anslås nu til omkring 90